# Ulldemolins (kommunhuvudort)
Ulldemolins är en kommunhuvudort i Spanien.   Den ligger i provinsen Província de Tarragona och regionen Katalonien, i den östra delen av landet, 400 km öster om huvudstaden Madrid. Ulldemolins ligger 649 meter över havet och antalet invånare är 472.
Terrängen runt Ulldemolins är kuperad.Runt Ulldemolins är det glesbefolkat, med 14 invånare per kvadratkilometer. Närmaste större samhälle är Alforja, 14,8 km sydost om Ulldemolins. 